# Fejervarya sauriceps
Fejervarya sauriceps är en groddjursart som först beskrevs av Rao 1937.  Fejervarya sauriceps ingår i släktet Fejervarya och familjen Dicroglossidae. IUCN kategoriserar arten globalt som otillräckligt studerad. Inga underarter finns listade i Catalogue of Life.